# Języki czamskie
Języki czamskie – grupa spokrewnionych języków austronezyjskich, używanych na wyspie Sumatra oraz w niektórych regionach Kambodży i Wietnamu.
Graham Thurgood (1999:36) proponuje poniższy schemat podziału wewnętrznego grupy:
- Język aceh
- Języki czamskie przybrzeżne
  - Język haroi(inne języki)
  - Język czamski
    - Język czamski zachodni
    - Język czamski phan rang
- Języki czamskie górskie
  - Języki rade-jarai
    - Język rade
    - Język jarai

  - Języki chru-północne
    - Język chru(inne języki)
    - Języki północnoczamskie
      - Język roglai(inne języki)
      - Język tsat

Wykazują znaczne wpływy sąsiednich języków austroazjatyckich.
Według bardziej konserwatywnej klasyfikacji aceh nie jest przedstawicielem języków czamskich, lecz stanowi gałąź siostrzaną wobec tych języków.